# Dzilam González (kommun)
Dzilam González är en kommun i Mexiko.   Den ligger i delstaten Yucatán, i den östra delen av landet, 1 100 km öster om huvudstaden Mexico City. Antalet invånare är 5 905. Arean är 545 kvadratkilometer.
Terrängen i Dzilam González är mycket platt.
Följande samhällen finns i Dzilam González:
- Dzilam González